# 美國免費診所
免费诊所是美国境內的一種醫療衛生機構，此類衛生機構主要为经济困难的个人免费提供初級照護、預防醫學等醫療服务。 免费诊所也是一種非营利机构，基本上由政府或私人捐助。所以雖然免費診所中有全职員工，不過免費診所中的大多数工作人员都是志願者。 
對於美國人來說，不管他有沒有美國醫療保險，他都可以前往免费诊所就診。 为了節省開支，一些免費诊所會向病人象征性地收取费用。 另外前往免費診所看病可能要排長時間的隊。
病人可以去免费诊所看一些常規疾病以及牙科，也能看一些慢性病，例如高血压、糖尿病、哮喘和高胆固醇。患者還可以前往免費診所做检查、開处方药。不過免费诊所不提供急诊服务，如果有人遇到工伤的話，也有可能被免費診所拒之門外。另外免费诊所不提供麻醉類药品。